# Vårtstenblad
Vårtstenblad (Lithops verruculosa) är en art i stenbladssläktet och familjen isörtsväxter som har sitt naturliga habitat i Sydafrika.

## Bilder

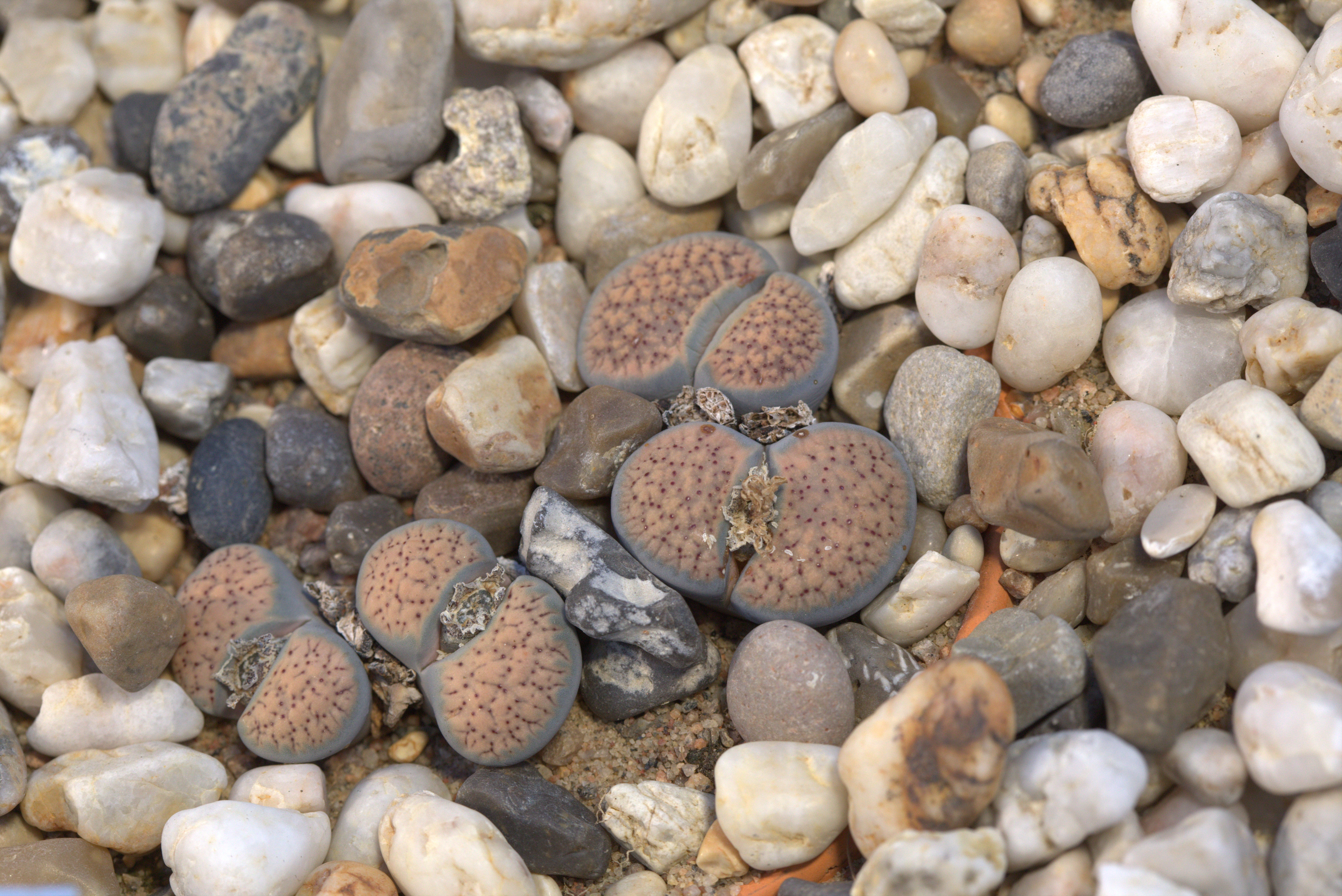
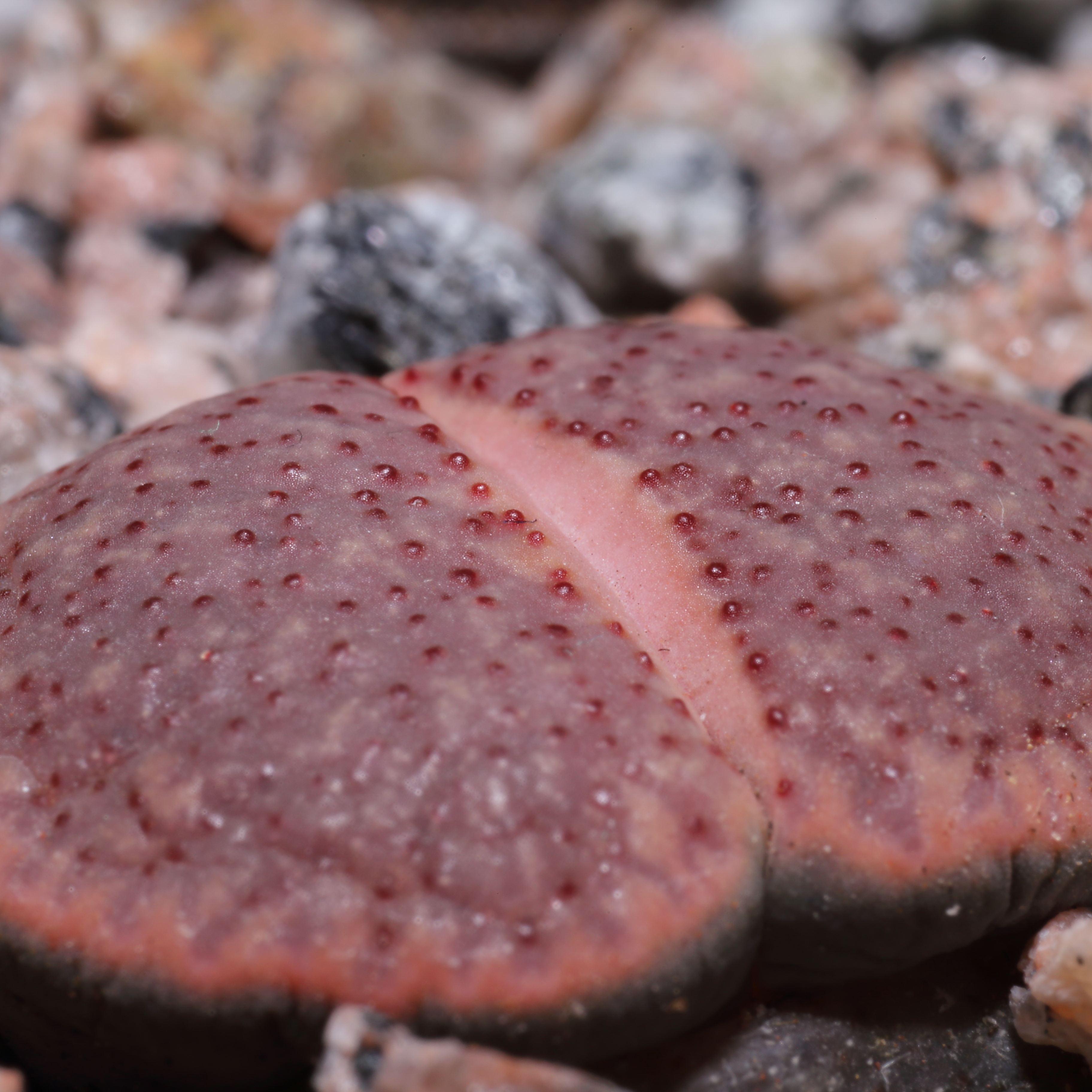
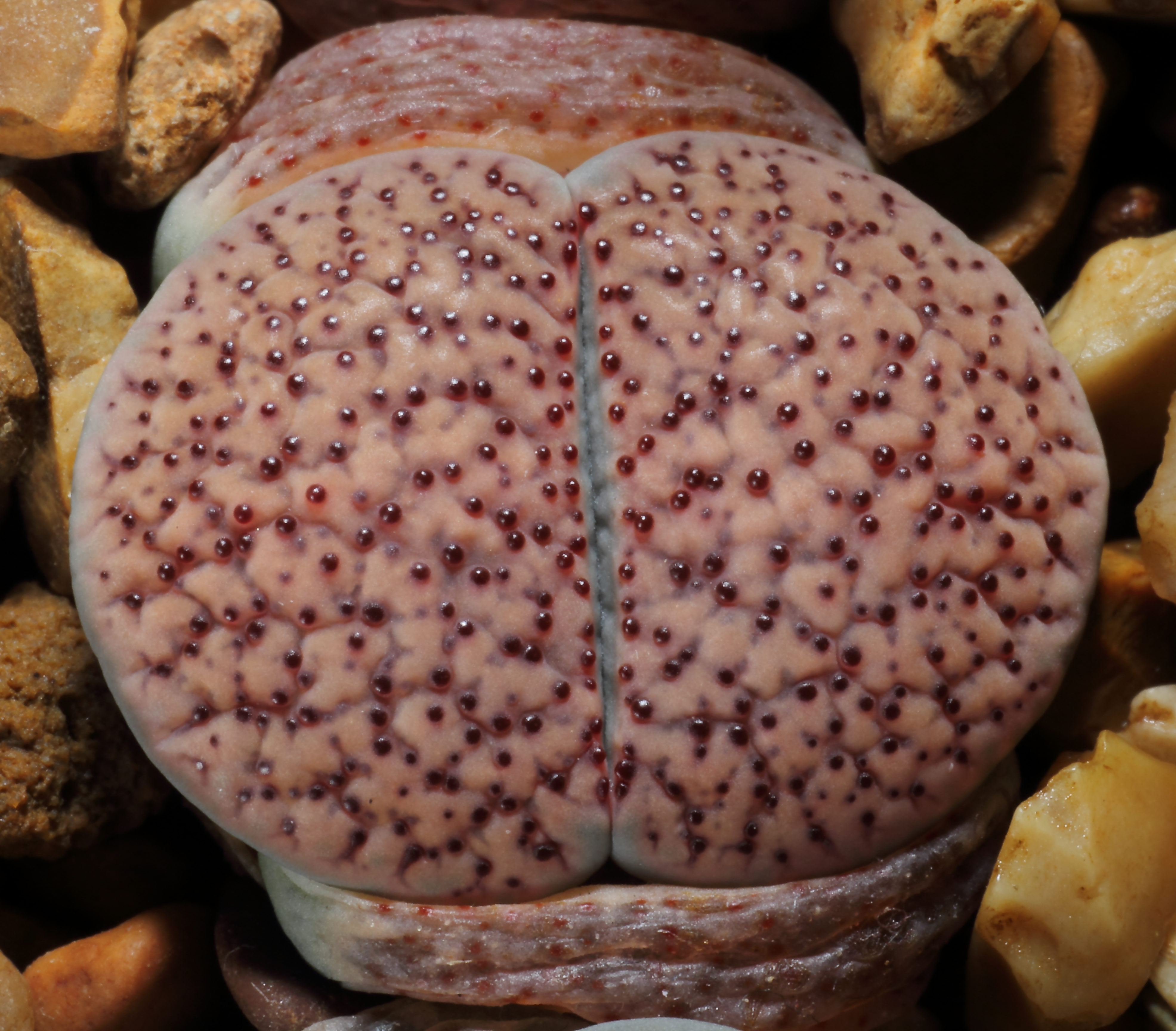